# UFC on ESPN: Lewis vs. Nascimento
UFC on ESPN: Lewis vs. Nascimento（ユーエフシー・オン・イーエスピーエヌ：ルイス・バーサス・ナシメント、別名UFC on ESPN 56）は、アメリカ合衆国の総合格闘技団体「UFC」の大会の一つ。2024年5月11日、ミズーリ州セントルイスのエンタープライズ・センターで開催された。

## 大会概要
本大会はデリック・ルイスとホドリゴ・ナシメントのヘビー級戦が組まれた。

## 試合結果

### プレリミナリーカード
第1試合 バンタム級 5分3R
○  ヴェロニカ・ハーディー vs.  JJ・アルドリッチ ×
3R終了 判定3-0（29-28、29-28、29-28）
第2試合 フライ級 5分3R
○  チャールズ・ジョンソン vs.  ジェイク・ハドリー ×
3R終了 判定3-0（29-28、29-28、29-28）
第3試合 ウェルター級 5分3R
○  トレイ・ウォーターズ vs.  ビリー・ゴフ ×
3R終了 判定3-0（30-27、30-27、29-28）
第4試合 女子ストロー級 5分3R
○  タバサ・リッチ vs.  ティーシャ・トーレス ×
3R終了 判定2-1（28-29、29-28、29-28）
第5試合 ライト級 5分3R
○  エステバン・リボビクス vs.  テランス・マッキニー ×
1R 0:37 KO（右ハイキック）
第6試合 ライト級 5分3R
○  チェイス・フーパー vs.  ヴィチェスラフ・ボルシェフ ×
2R 3:00 ダースチョーク

### メインカード
第7試合 ヘビー級 5分3R
○  ワルド・コルテス＝アコスタ vs.  ロベリス・デスパイネ ×
3R終了 判定3-0（30-26、30-27、30-27）
第8試合 フェザー級 5分3R
○  ショーン・ウッドソン vs.  アレックス・カサレス ×
3R終了 判定3-0（29-28、29-28、30-27）
第9試合 ライト級 5分3R
○  ディエゴ・フェレイラ vs.  マテウシュ・レベツキ ×
3R 4:51 TKO（パウンド）
第10試合 ライトヘビー級 5分3R
○  カーロス・アルバーグ vs.  アロンゾ・メニフィールド ×
1R 0:12 TKO（左フック）
第11試合 ウェルター級 5分3R
○  ホアキン・バックリー vs.  ヌルスルトン・ルジボエフ ×
3R終了 判定3-0（30-27、30-26、29-27）
第12試合 ヘビー級 5分5R
○  デリック・ルイス vs.  ホドリゴ・ナシメント ×
3R 0:49 TKO（右ストレート→パウンド）

### 各賞
ファイト・オブ・ザ・ナイト：トレイ・ウォーターズ vs. ビリー・ゴフ
パフォーマンス・オブ・ザ・ナイト：カーロス・アルバーグ、ディエゴ・フェレイラ
各選手にはボーナスとして5万ドルが授与された。

### カード変更
負傷などによるカードの変更は以下の通り。